# Kak vas teper' nazyvat'?
Kak vas teper' nazyvat'? (Как вас теперь называть?) è un film del 1965 diretto da Vladimir Aleksandrovič Čebotarёv.